# Lugu i Omerit
Lugu i Omerit är en dal i Kosovo. Den ligger i den västra delen av landet, 90 km väster om huvudstaden Priština.